# Coulonvillers
Coulonvillers est une commune française située dans le département de la Somme en région Hauts-de-France.

## Géographie

### Localisation
Coulonvillers est un village picard du Ponthieu.
À vol d'oiseau, la localité est située à 7 km au nord d'Ailly-le-Haut-Clocher, 13 km au nord-ouest d'Abbeville et à 33 km au nord-ouest d'Amiens.
Le territoire de la commune est limitrophe de ceux de cinq communes.
Les communes limitrophes sont  Conteville, Cramont, Maison-Roland, Oneux et Yvrench.

### Hydrographie
La commune est située dans le bassin Artois-Picardie. Elle n'est drainée par aucun cours d'eau.

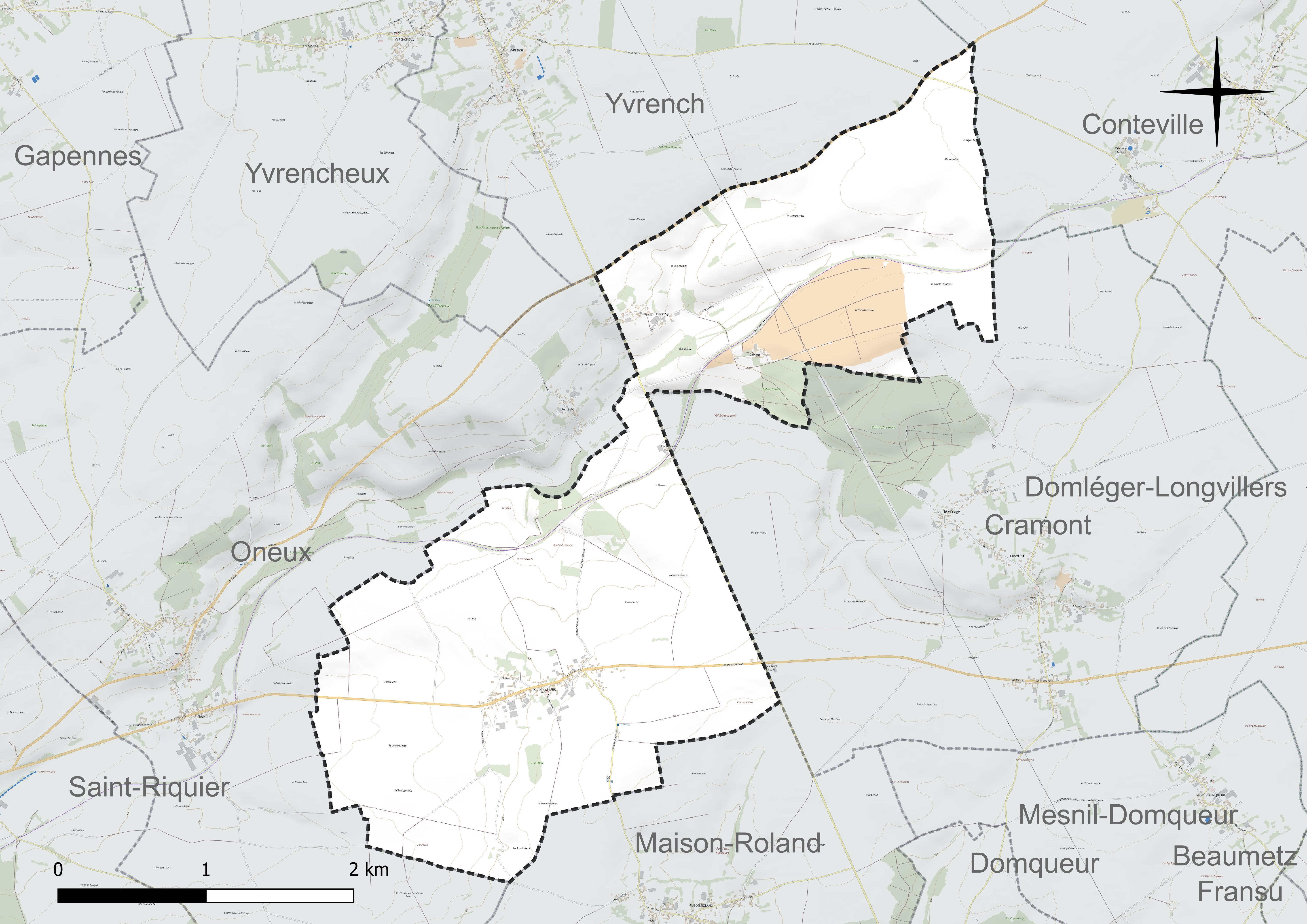
Réseau hydrographique de Coulonvillers.

### Climat
Pour des articles plus généraux, voir Climat des Hauts-de-France et Climat de la Somme.
En 2010, le climat de la commune est de type climat océanique altéré, selon une étude du CNRS s'appuyant sur une série de données couvrant la période 1971-2000. En 2020, Météo-France publie une typologie des climats de la France métropolitaine dans laquelle la commune est exposée à un climat océanique et est dans la région climatique Côtes de la Manche orientale, caractérisée par un faible ensoleillement (1 550 h/an) ; forte humidité de l'air (plus de 20 h/jour avec humidité relative > 80 % en hiver), vents forts fréquents.
Pour la période 1971-2000, la température annuelle moyenne est de 10,3 °C, avec une amplitude thermique annuelle de 13,7 °C. Le cumul annuel moyen de précipitations est de 873 mm, avec 12,7 jours de précipitations en janvier et 8,8 jours en juillet. Pour la période 1991-2020, la température moyenne annuelle observée sur la station météorologique la plus proche, située sur la commune de Bernaville à 11 km à vol d'oiseau, est de 10,4 °C et le cumul annuel moyen de précipitations est de 877,3 mm,. Pour l'avenir, les paramètres climatiques de la commune estimés pour 2050 selon différents scénarios d'émission de gaz à effet de serre sont consultables sur un site dédié publié par Météo-France en novembre 2022.

## Urbanisme
En 2019, la localité est desservie par les lignes de bus du réseau Trans'80 (axe Auxi-le-Château - Abbeville), chaque jour de la semaine, sauf le dimanche.
La ligne d'autocars no 26 (Doullens - Bernaville - Abbeville) du réseau inter-urbain Trans'80 permet les déplacements vers Abbeville.

### Typologie
Au 1er janvier 2024, Coulonvillers est catégorisée commune rurale à habitat dispersé, selon la nouvelle grille communale de densité à sept niveaux définie par l'Insee en 2022.
Elle est située hors unité urbaine. Par ailleurs la commune fait partie de l'aire d'attraction d'Abbeville, dont elle est une commune de la couronne,. Cette aire, qui regroupe 73 communes, est catégorisée dans les aires de 50 000 à moins de 200 000 habitants,.

### Occupation des sols
Depuis le 13 février 2020, la commune fait partie du parc naturel régional Baie de Somme - Picardie maritime.
L'occupation des sols de la commune, telle qu'elle ressort de la base de données européenne d'occupation biophysique des sols Corine Land Cover (CLC), est marquée par l'importance des territoires agricoles (95,1 % en 2018), une proportion sensiblement équivalente à celle de 1990 (94,3 %). La répartition détaillée en 2018 est la suivante :
terres arables (81,1 %), prairies (7,3 %), cultures permanentes (6,8 %), zones urbanisées (3,4 %), forêts (1,5 %). L'évolution de l'occupation des sols de la commune et de ses infrastructures peut être observée sur les différentes représentations cartographiques du territoire : la carte de Cassini (XVIIIe siècle), la carte d'état-major (1820-1866) et les cartes ou photos aériennes de l'IGN pour la période actuelle (1950 à aujourd'hui).

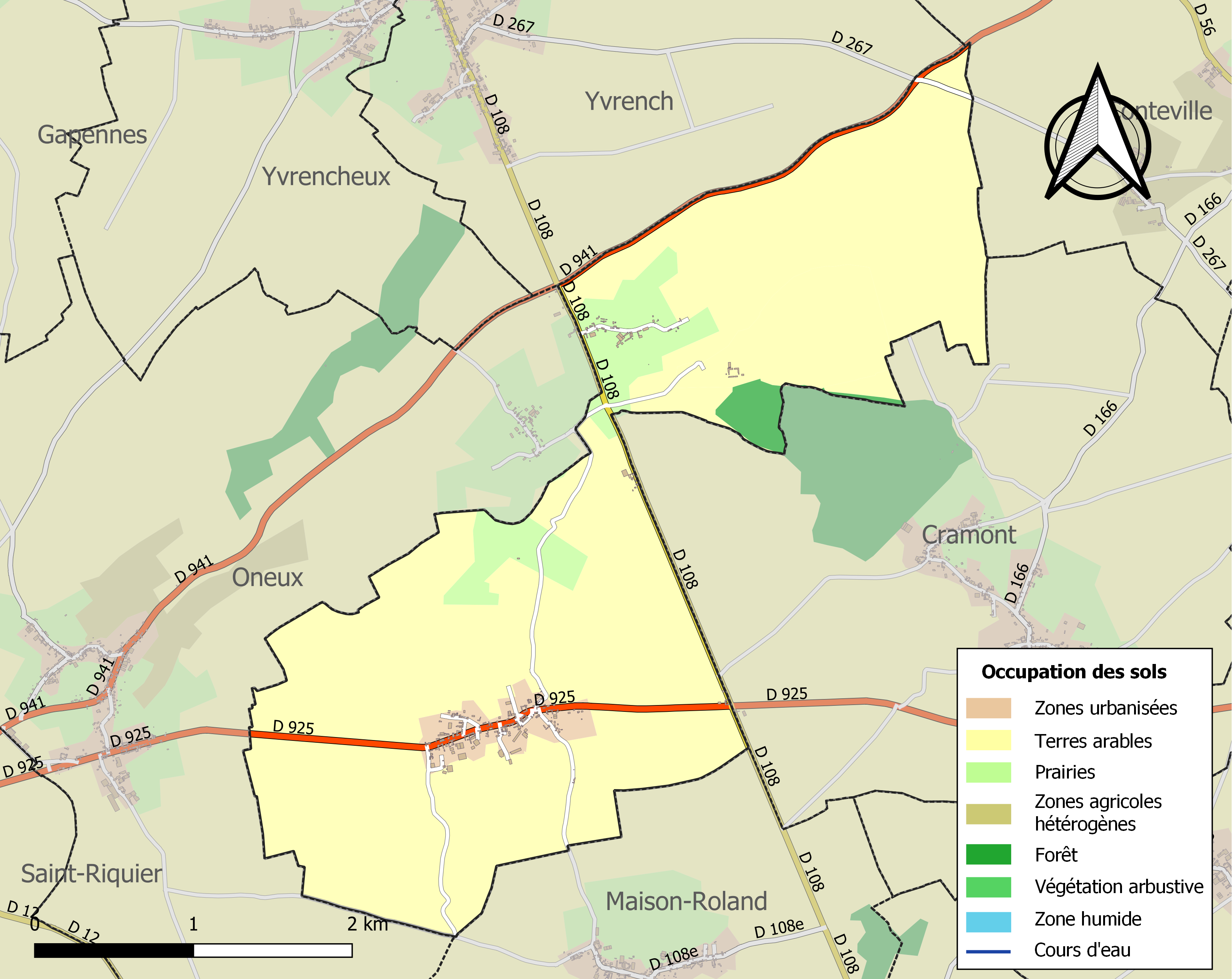
Carte des infrastructures et de l'occupation des sols de la commune en 2018 (CLC).

### Morphologie urbaine
Coulonvillers est un village-rue.

### Lieux-dits, hameaux et écarts
Les hameaux de Coulonvillers s'appellent Hanchy (en partage avec la municipalité voisine d'Oneux) et Saint-Gervais, qui se trouve à proximité du bois de Cumont. Les annexes Cumont, les 4 Saisons et la Chaussée sont près de l'ancienne voie romaine dénommée localement la chaussée Brunehaut.

## Toponymie
Columviller est relevé en (1160.) ; Columvilla (1172.) ; Columbe villarium (1260.) ; Coulonviler (1301.) ; Coulonvilleir… ; Coulonviller (1507.) ; Coullonnier (1634.) ; Coulonvillers (1646.) ; Coullonviller (1648.) ; Coulonville (1709.) ; Coulomvillers (1836.) ; Coulenviler (1733.) ; Coulon-Villers (1761.) ; Coulonvilliers (1763.).
Pour Hanchy, lieu-dit, on trouve Hanciœ en 1166,
Cumont, lieu-dit d'une ancienne ferme, est cité en 1646.

## Histoire
Coulonvillers est situé près de la Via Agrippa, une voie romaine qui reliait Lyon à Abbeville et qui est connue localement comme la chaussée Brunehaut.
Une maison forte est construite au hameau d'Hanchy au XVe siècle ainsi qu'une église à campenard. La maison forte est détruite au XIXe siècle mais l'église est toujours présente.
En 1524, les troupes de Charles Quint, empereur du Saint-Empire romain germanique et roi d'Espagne, brûlent Coulonvillers et les villages aux alentours. Les habitants ont aménagé des muches ou souterrains-refuges pour se protéger des invasions.
La commune a été desservie par la gare de la Chaussée Brunehaut sur la ligne de Fives à Abbeville, facilitant le déplacement des habitants et le transport des marchandises. L'emprise ferroviaire est désormais utilisée par le chemin de randonnée La Traverse du Ponthieu.
Six aviateurs américains trouvent la mort lors de la chute de leur appareil au bois de Cumont le 25 juin 1944.

## Politique et administration
| Période                                  | Période                         | Identité      | Étiquette | Qualité                                                     |
| ---------------------------------------- | ------------------------------- | ------------- | --------- | ----------------------------------------------------------- |
| Les données manquantes sont à compléter. |                                 |               |           |                                                             |
| avant 1952                               |                                 | Léonce Croizé |           |                                                             |
| Les données manquantes sont à compléter. |                                 |               |           |                                                             |
| mars 2001                                | En cours (au 11 décembre 2020.) | James Hecquet | NC        | Agent d'assurances retraité Réélu pour le mandat 2020-2026, |

## Population et société

### Démographie
L'évolution du nombre d'habitants est connue à travers les recensements de la population effectués dans la commune depuis 1793. Pour les communes de moins de 10 000 habitants, une enquête de recensement portant sur toute la population est réalisée tous les cinq ans, les populations de référence des années intermédiaires étant quant à elles estimées par interpolation ou extrapolation. Pour la commune, le premier recensement exhaustif entrant dans le cadre du nouveau dispositif a été réalisé en 2004.

En 2022, la commune comptait 207 habitants, en évolution de −12,29 % par rapport à 2016 (Somme : −1,26 %, France hors Mayotte : +2,11 %).
| 1793 | 1800 | 1806 | 1821 | 1831 | 1836 | 1841 | 1846 | 1851 |
| ---- | ---- | ---- | ---- | ---- | ---- | ---- | ---- | ---- |
| 452  | 485  | 495  | 434  | 435  | 483  | 497  | 499  | 501  |

| 1856 | 1861 | 1866 | 1872 | 1876 | 1881 | 1886 | 1891 | 1896 |
| ---- | ---- | ---- | ---- | ---- | ---- | ---- | ---- | ---- |
| 472  | 477  | 481  | 453  | 439  | 373  | 358  | 340  | 323  |

| 1901 | 1906 | 1911 | 1921 | 1926 | 1931 | 1936 | 1946 | 1954 |
| ---- | ---- | ---- | ---- | ---- | ---- | ---- | ---- | ---- |
| 303  | 309  | 290  | 252  | 228  | 244  | 259  | 235  | 243  |

| 1962 | 1968 | 1975 | 1982 | 1990 | 1999 | 2004 | 2006 | 2009 |
| ---- | ---- | ---- | ---- | ---- | ---- | ---- | ---- | ---- |
| 229  | 233  | 202  | 190  | 176  | 226  | 236  | 237  | 246  |

| 2014 | 2019 | 2022 | - | - | - | - | - | - |
| ---- | ---- | ---- | - | - | - | - | - | - |
| 242  | 220  | 207  | - | - | - | - | - | - |

### Enseignement

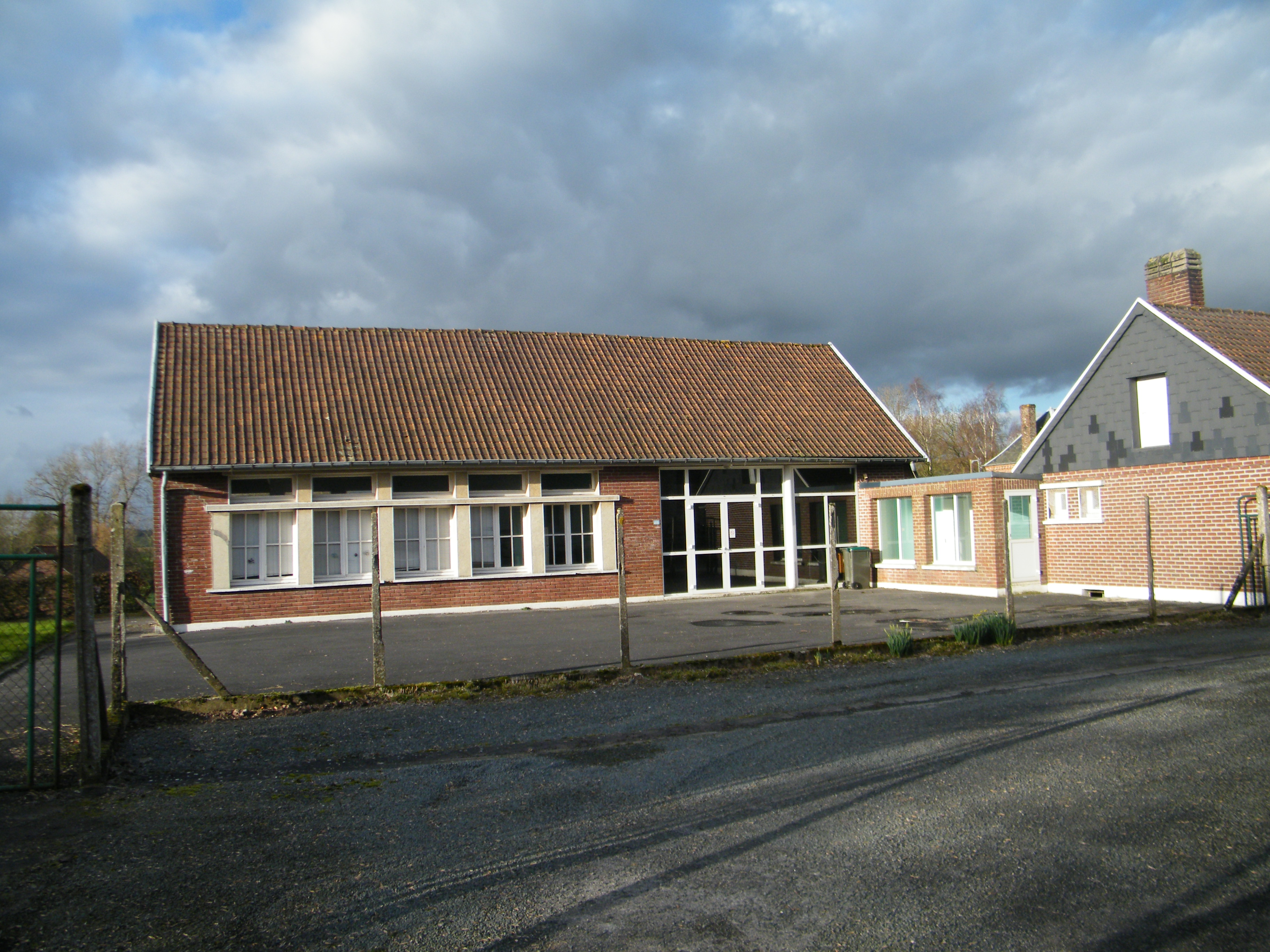
L'ancienne école, côté sud.

En 2010, l'école ferme. Les élèves du village se rendent à l'école intercommunale Becquestoile de Saint-Riquier où un regroupement pédagogique concentré a été construit.

### Autres équipements

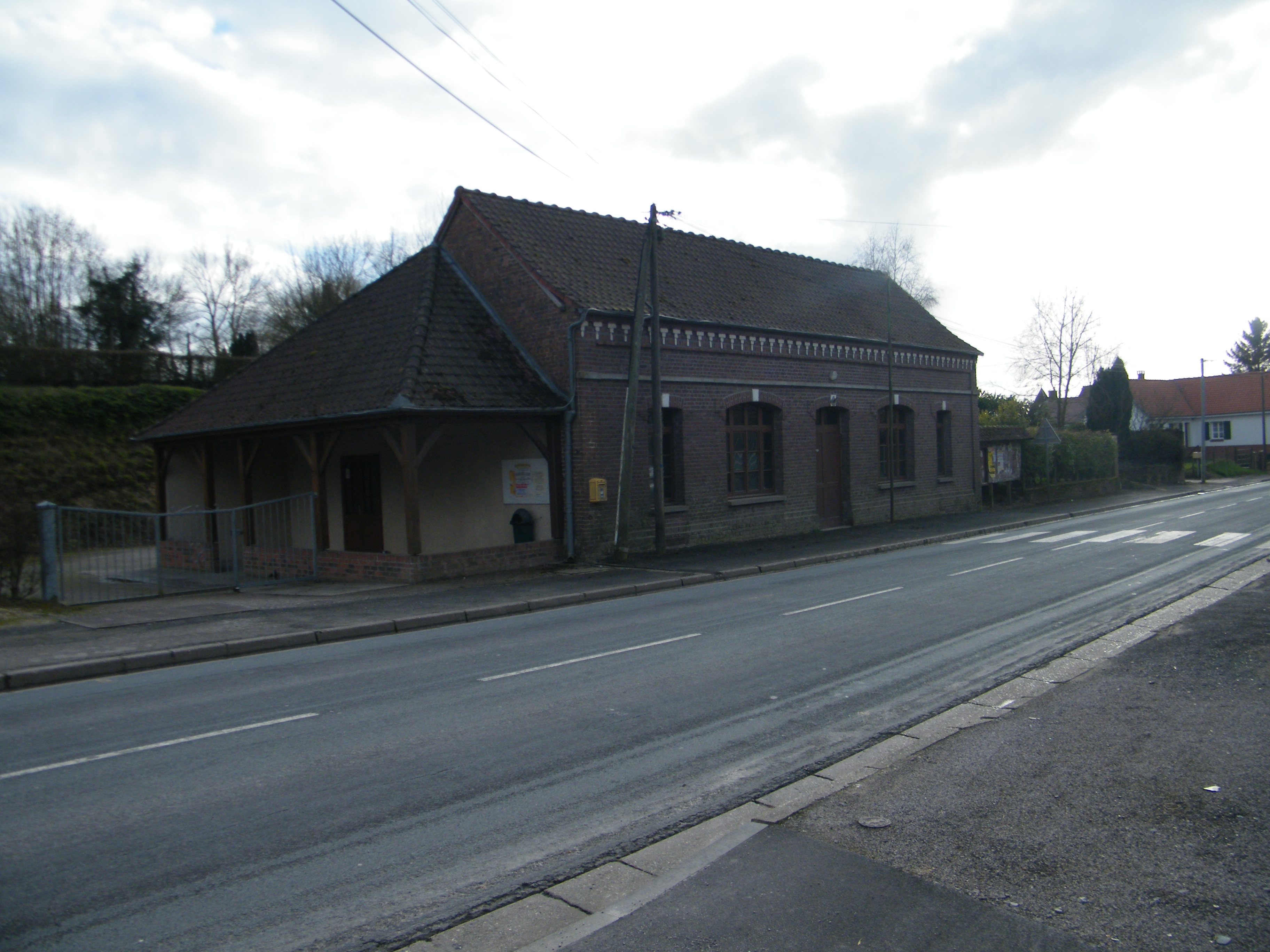
La salle municipale.

## Culture locale et patrimoine

### Lieux et monuments
- L'église Saints-Gervais-et-Protais, dans le village, près de la mairie-école. Elle renferme un « Christ aux liens » peint par un artiste originaire du village[29].
Sa rénovation est engagée depuis 2019[20].
- L'ancienne église du XVIIe siècle, vouée à sainte Barbe, à Hanchy. Sa cloche présentait une inscription : « l'an 4 de la Liberté (1792), j'appartiens à la commune de Coulonvillers, j'ai été bénite par Messire Florimond de Roussen, curé de cette paroisse et suis nommée Marie, Marguerite, Adélaïde, par Cyr Gervais Morgand et par Marie, Marguerite, Adelaïde Petit, mes parrain et marraine »[18].
Elle a été désacralisée à la fin des années 1980[20].

- La chapelle Saint-Gervais, entourée du cimetière, près de la Traverse du Ponthieu. Une cloche fondue en Suède par Martensen en 1762 y a été retrouvée en 2016 à l'occasion d'un chantier d'insertion[19],[30].
Cette chapelle serait, « d'après la tradition orale, le dernier témoignage d'un hameau disparu. Les documents du XVIIIe siècle montrent déjà cette chapelle en ruine. Elle fut relevée au XIXe siècle, sans doute, notamment, grâce aux bontés de l'abbé Nicolas-Florimond Deroussen, curé de Coulonvillers de 1791 à 1836, et inhumé dans cette chapelle[31] ».
- La Traverse du Ponthieu, chemin de randonnée de 18 km, à parcourir à pied, à cheval ou à vélo, d'Abbeville à Auxi-le-Château, passe dans la commune[32].

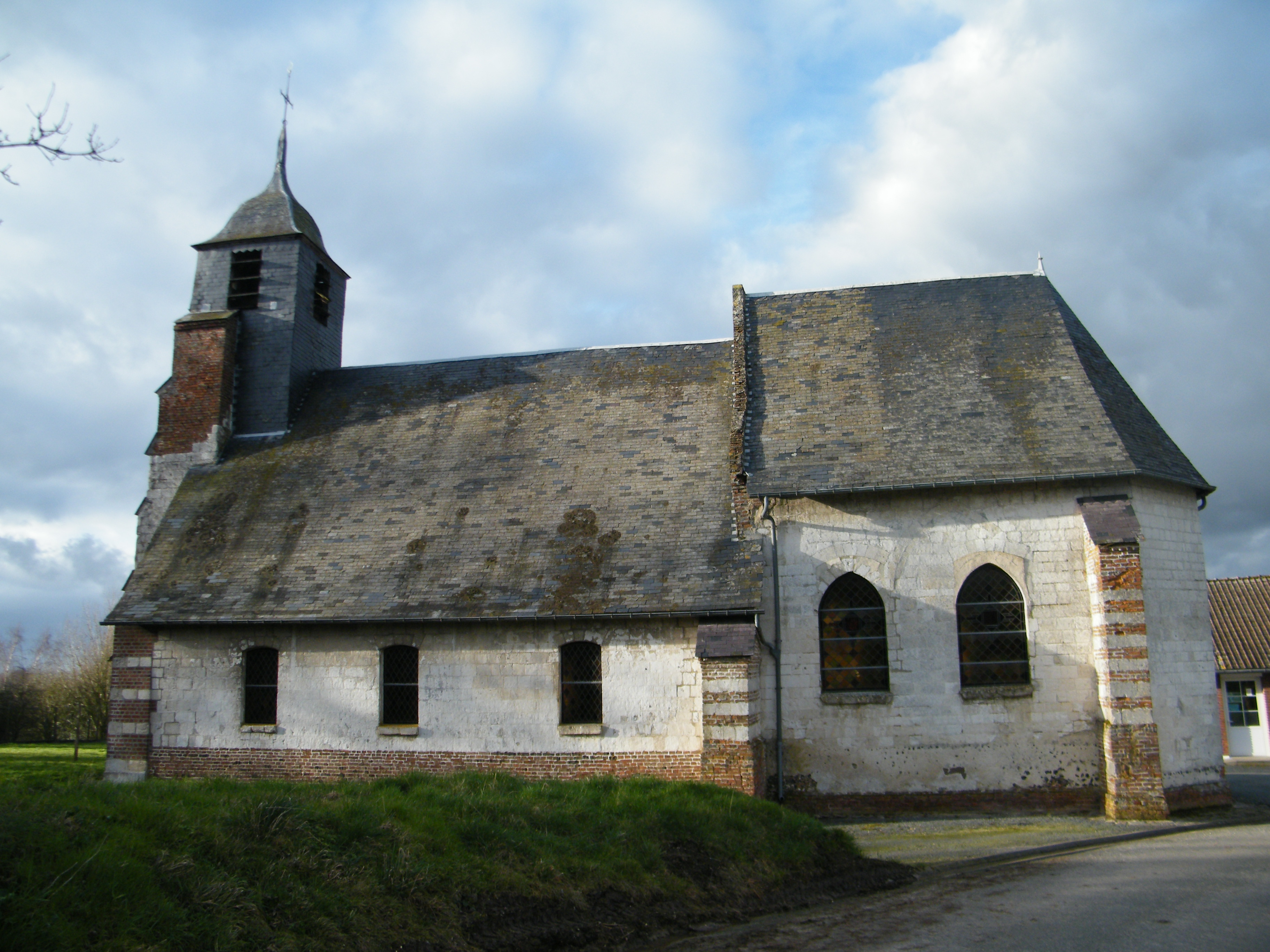
L'église, côté sud.
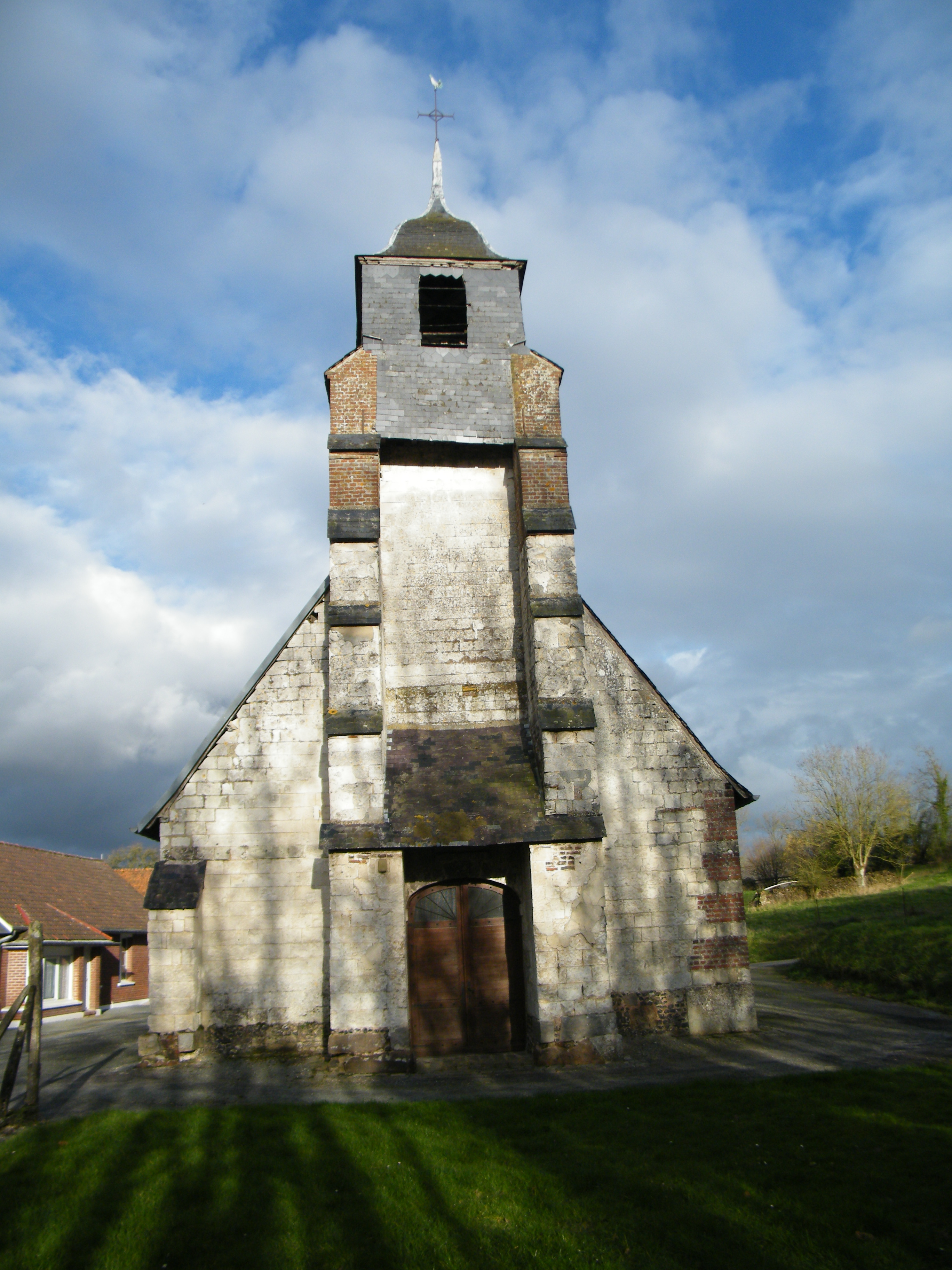
Clocher de l'église au centre du village.
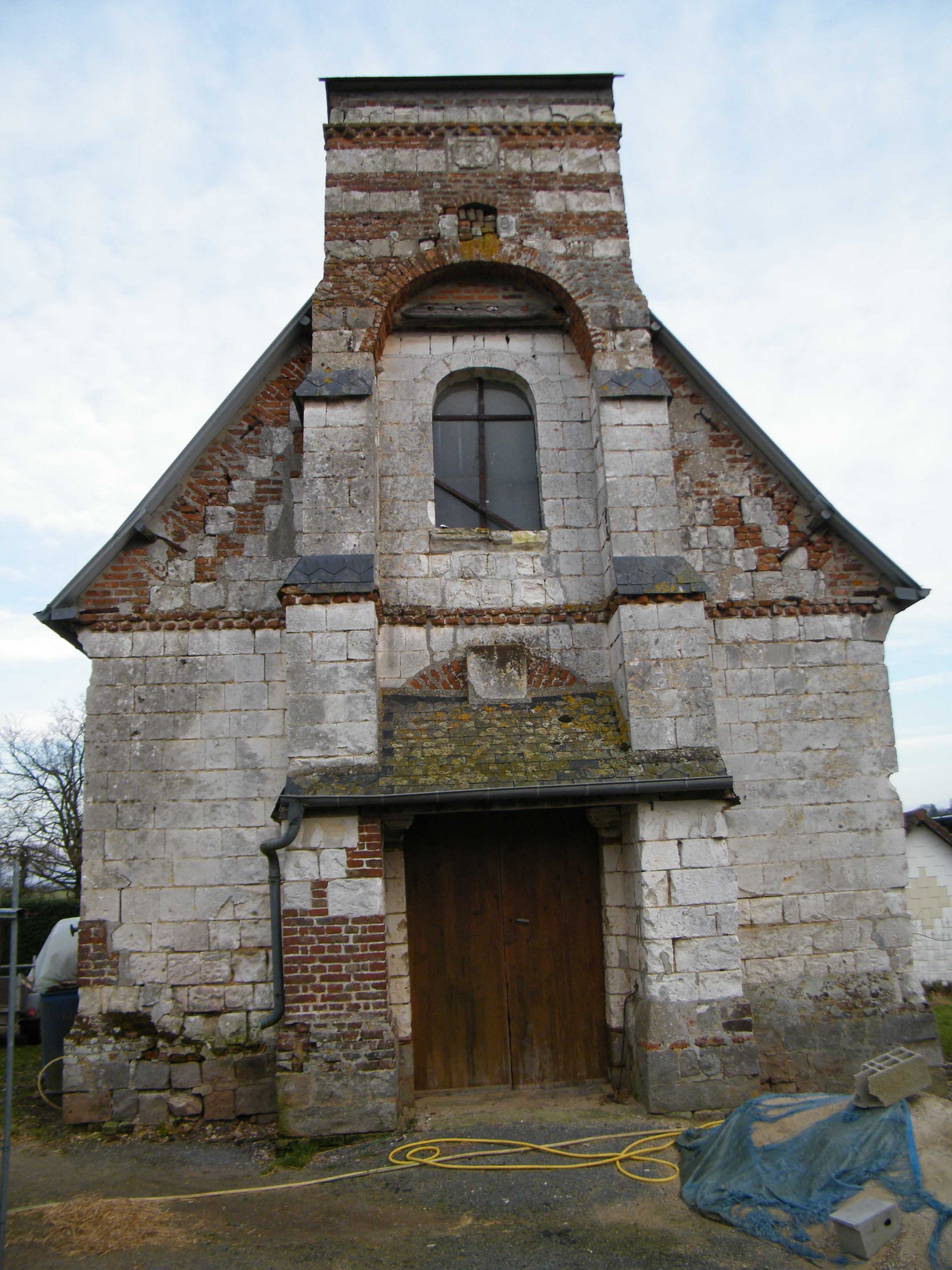
Église Sainte-Barbe à Hanchy, désaffectée.
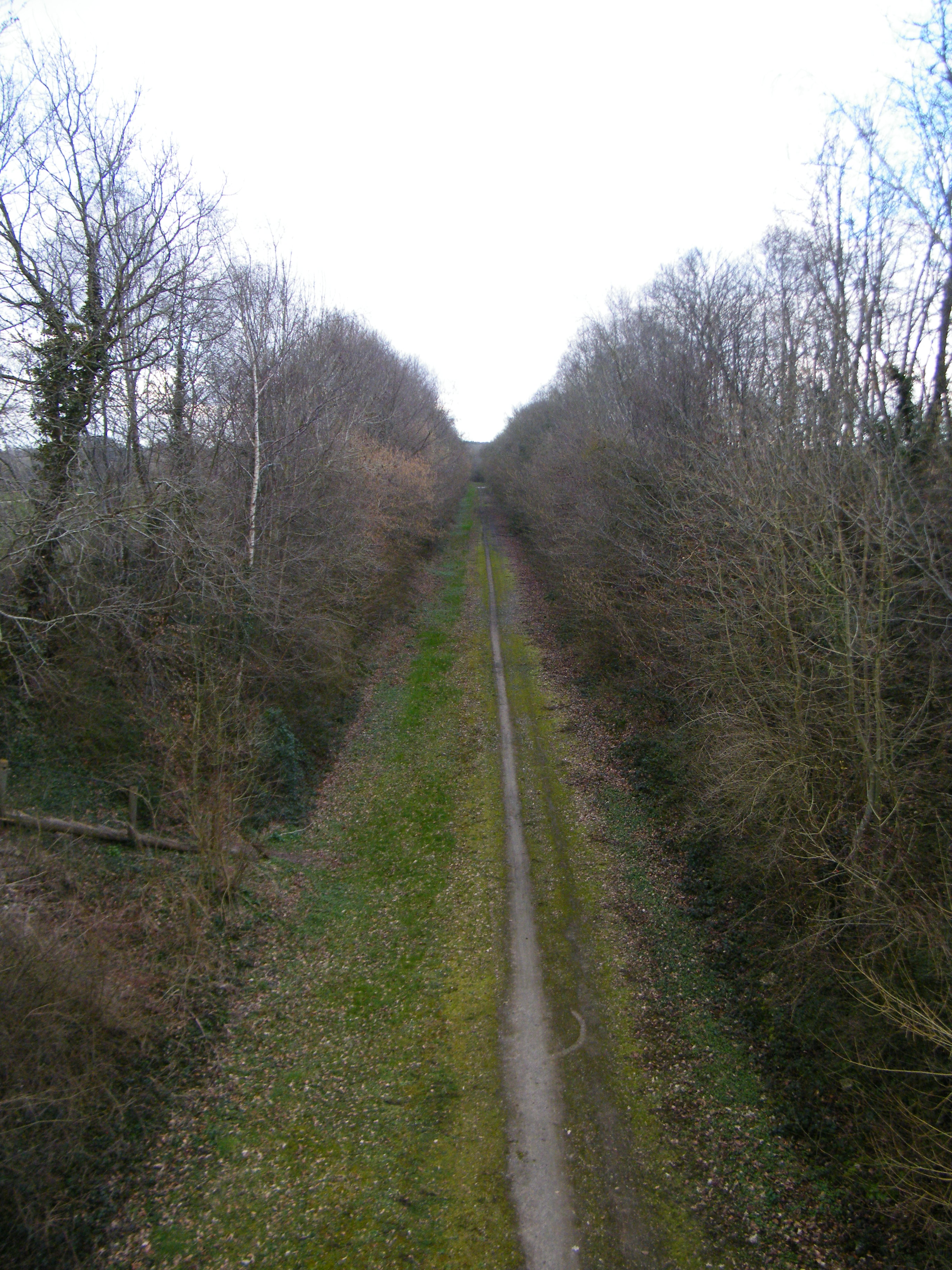
Coulonvillers-La traverse du Ponthieu, vue du pont.
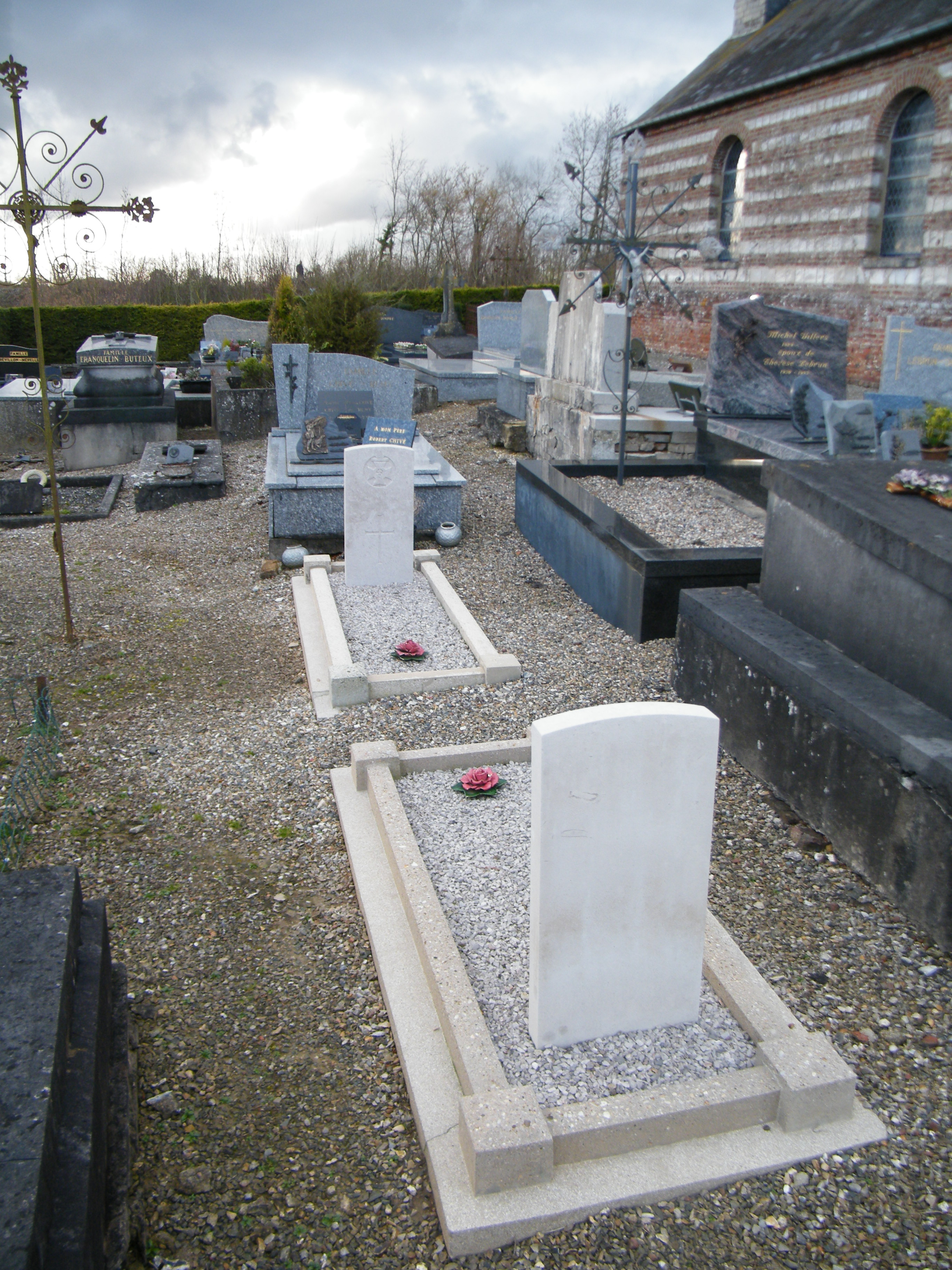
Chapelle Saint-Gervais, tombes de soldats alliés, 1939-1940.
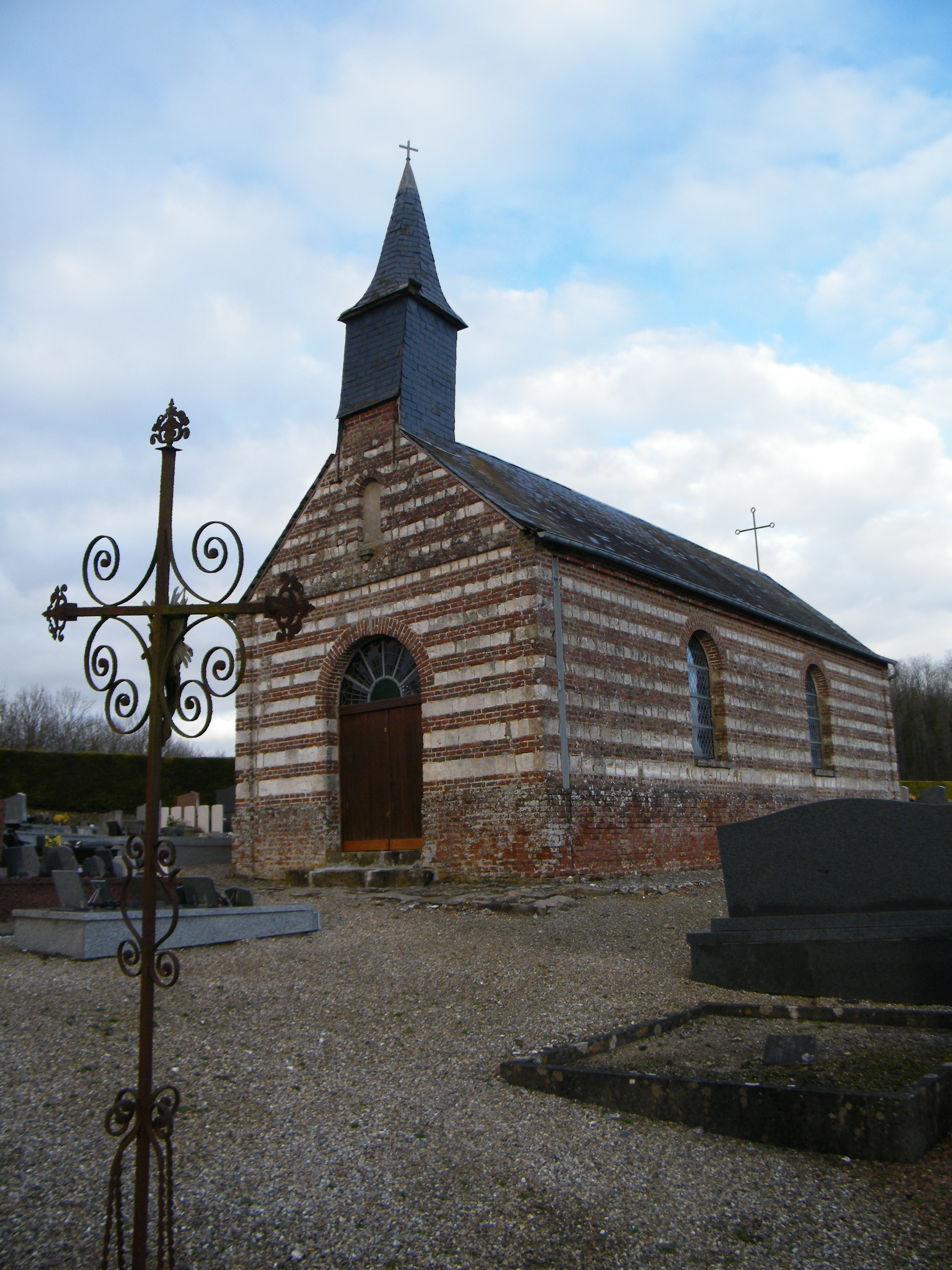
Chapelle Saint-Gervais, à l'écart du village.
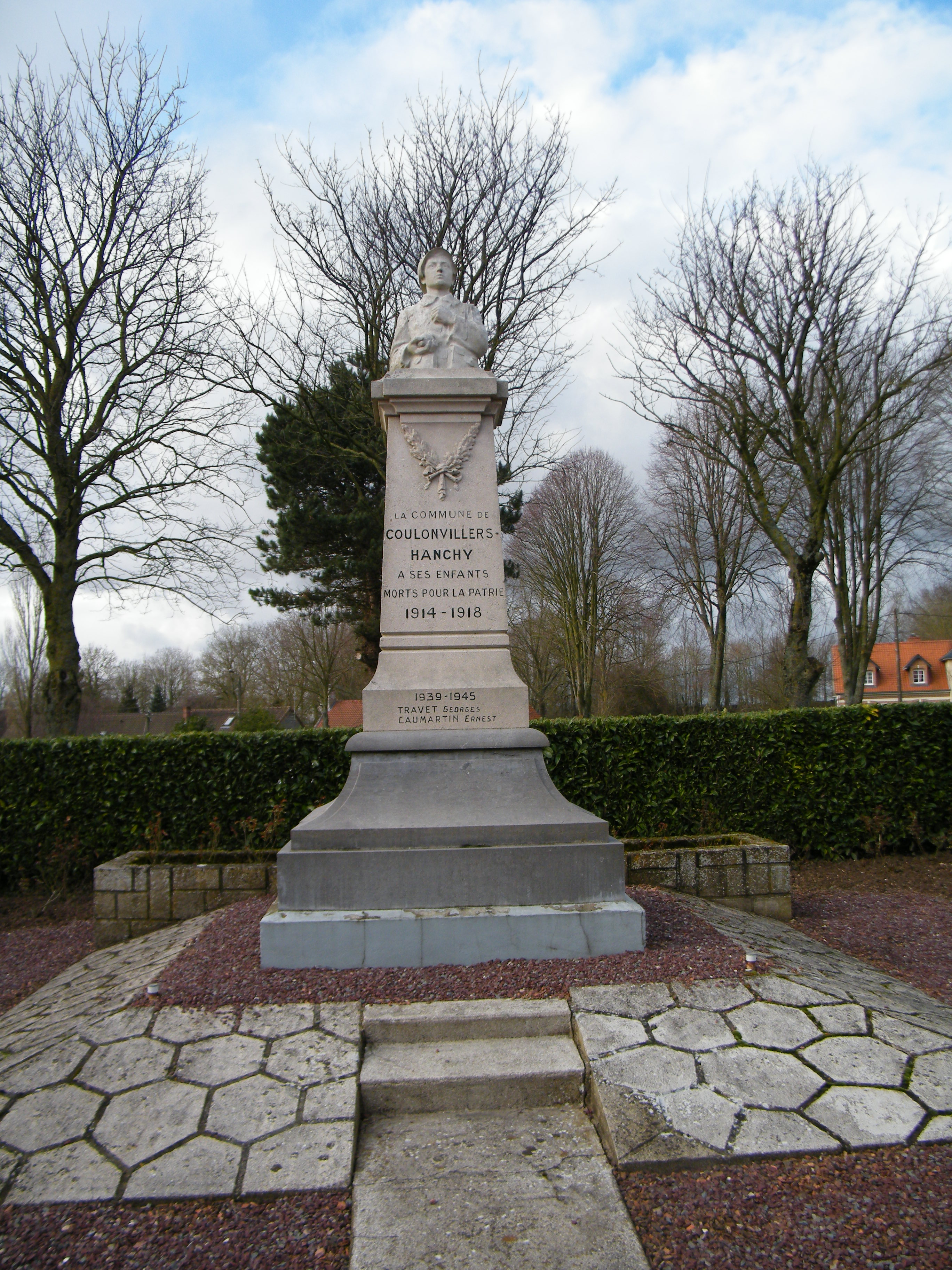
Le monument aux morts
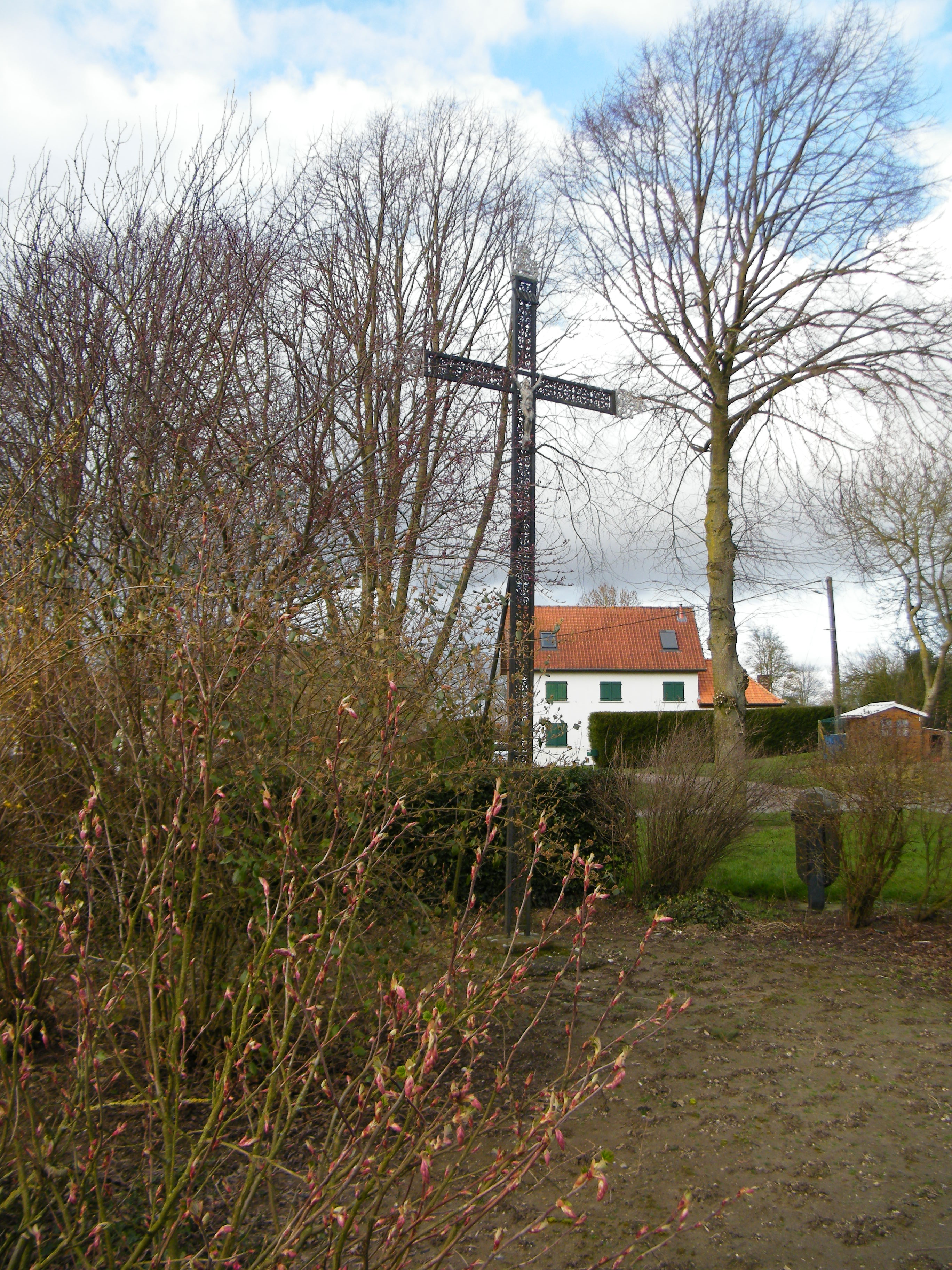
Calvaire, place du 11-Novembre- 1918.

### Héraldique
| Blason de Coulonvillers | Blason  | Écartelé : aux 1er et 4e de sable au lion à la queue fourchue d'argent, armé, lampassé et couronné d'or, aux 2e et 3e d'azur à trois colombes essorantes d'argent, becquées et membrées de gueules. |
| Blason de Coulonvillers | Détails | Création de Jacques Dulphy. Adopté le 9 juin 2011 par le conseil municipal. |

### Personnalités liées à la commune
- Jean-Augustin Franquelin (1798-1839), artiste peintre né à Coulonvillers, a réalisé le « Christ aux liens » qui se trouve dans l'église[29].